# Dálnice D49
Dálnice D49 je dálnice ve Zlínském kraji. Komunikace začíná v Hulíně na křižovatce s dálnicemi D1 a D55. Stavba dálnice začala už v roce 2008, ovšem v roce 2010 musela být stavba zastavena. V roce 2021 se ovšem zase začalo stavět a v prosinci roku 2024 byl otevřen první úsek.

## Historie označení
Označení R49 se začalo používat v roce 1996, kdy byl změněn plán stavby dnešní dálnice D1, která měla původně od Hulína pokračovat na Slovensko (původně k Trenčínu), zatímco od Hulína na Ostravsko a dále na polskou hranici měla pokračovat dálnice D47.
V souvislosti s rozpadem Československa a změnou dopravních proudů bylo trasování dálnice D1 na česko-slovenskou hranici zrušeno a její pokračování bylo přeloženo do stopy původní dálnice D47. Dálnice od Zlína na Slovensko byla v koncepci nahrazena právě rychlostní silnicí R49, číslovanou podle souběžné silnice I/49.
Dne 1. ledna 2016 byla plánovaná rychlostní silnice R49 převedena do kategorie dálnic a stala se z ní dálnice D49.

## Výstavba
První úsek dálnice D49 získal územní rozhodnutí v roce 2005 a stavební povolení v roce 2006. Stavba byla zahájena v roce 2008, ale byla pozastavena v roce 2010. Zpočátku ji zdržoval nedostatek peněz, dlouhodobě ji pak brzdily zejména námitky a žaloby ekologických aktivistů, které vyústily v odklad získání stavebního povolení nejméně na konec roku 2019. Na podzim roku 2019 plánovalo ŘSD obnovit výstavbu úseku z Hulína do Fryštáku v roce 2020 s uvedením do provozu v roce 2024; další úseky pak v následujících letech. K obnovení stavby prvního úseku došlo na konci roku 2021.
Stavba získala souhlasné stanovisko EIA již v roce 2001, a to podle zákona z roku 1992. Obnovení prací proto bylo ohroženo opakováním procesu EIA, který by byl v souladu platným evropským právem. Jelikož se jednalo pro ČR o mimořádně významnou dopravní stavbu, byla  nařízením vlády D49 zařazena na seznam tzv. prioritních staveb, pro které se s Evropskou komisí podařilo dojednat výjimku. D49 se stala první stavbou z tohoto seznamu, která získala aktualizované stanovisko EIA. Obsahovalo 17 opatření na zmírnění dopadů budoucí dálnice na životní prostředí a lidské zdraví, mj. výstavba protihlukových stěn či použití nízkohlučného asfaltu.
V květnu 2024 vyhověl Nejvyšší správní soud kasační stížnosti Dětí Země zpochybňující platnost stavebního povolení.
V prosinci roku 2024 byl otevřen první úsek dálnice D49 alespoň v omezeném režimu.
Plánovaný úsek dálnice D49 mezi Vizovicemi a státní hranicí, již dříve připravovaný ve formě třípruhové směrově nedělené komunikace, byl na podzim 2023 přeřazen mezi silnice I. třídy jako silnice I/49, půjde tedy jen o přeložku či modernizaci stávající silnice. Výstavba je plánována po roce 2030.

## Přehled úseků
| Číslo  | Úsek                      | Délka  | Kategorie | Zahájení výstavby                                           | Uvedení do provozu | Křižovatky                                         |
| ------ | ------------------------- | ------ | --------- | ----------------------------------------------------------- | ------------------ | -------------------------------------------------- |
| 4901   | Hulín – Fryšták (1. část) | 9,8 km | D24,5/120 | zahájeno 09/2008 pozastaveno 07/2010 znovu zahájeno 12/2021 | 12/2024            | Hulín (exit 1) Třebětice (exit 4) Holešov (exit 9) |
| 4901   | Hulín – Fryšták (2. část) | 7,5 km | D24,5/120 | zahájeno 09/2008 pozastaveno 07/2010 znovu zahájeno 12/2021 | plánováno 2026     | Holešov (exit 9)                                   |
| 4902.1 | Fryšták – Lípa, 1. etapa  | 1,7 km | D25,5/120 | plánováno 2029                                              | plánováno 2032     | Fryšták                                            |
| 4902.2 | Fryšták – Lípa, 2. etapa  | 9,3 km | D25,5/120 | plánováno 2029                                              | plánováno 2032     |                                                    |
| 4902.3 | Fryšták – Lípa, 3. etapa  | 3,7 km | D26,0/130 | plánováno 2031                                              | plánováno 2034     | Lípa 1                                             |
| 4903.1 | Lípa – Vizovice           | 3,0 km | D26,0/130 | plánováno 2033                                              | plánováno 2036     | Lípa 2 Vizovice                                    |